# 花露露的童樂節
花露露的童樂節（英語：Weiwuying Children’s Festival）是衛武營國家藝術文化中心以兒童與親子為主題的節慶表演活動。

## 簡介
花露露的童樂節於2012年衛武營藝術文化中心籌備處時期推出，內容包含節目演出、工作坊、戶外活動、偶戲大遊行等。原名為衛武營童樂節，2021年更名為「花露露的童樂節」。

## 歷史沿革
- 「衛武營的童樂節」在2012年開辦，當時在衛武營都會公園園區舉行。2016年時，童樂節的主角花露露角色正式誕生。
- 在2019與2020年停辦兩年，直至2021年才又舉辦，且正式更名為「花露露的童樂節」，因受嚴重特殊傳染性肺炎（英語：Coronavirus disease 2019，縮寫：COVID-19）的影響，配合防疫政策改為線上形式舉辦。[6]

## 外部連結
- 衛武營國家藝術文化中心 （页面存档备份，存于）
- 衛武營國家藝術文化中心的Facebook 專頁